# Geoff Cameron
Geoffrey Scott Cameron (Attleboro, Massachusetts, Estados Unidos, 11 de julio de 1985), conocido como Geoff Cameron, es un exfutbolista estadounidense que jugaba como defensa o centrocampista.

## Trayectoria

### Inicios
Cameron comenzó jugando fútbol para el club juvenil Bayside FC mientras iba a la escuela en Massachusetts. Luego de graduarse entró a la Universidad de Virginia Occidental, donde jugó 28 partidos. Luego de dos temporadas hizo su traspaso a la Universidad de Rhode Island donde terminó sus estudios y fue titular con el equipo los dos años que estuvo allí. Mientras Cameron iba a la universidad también jugó para los Rhode Island Stingrays de la USL Premier Development League.

### Houston Dynamo

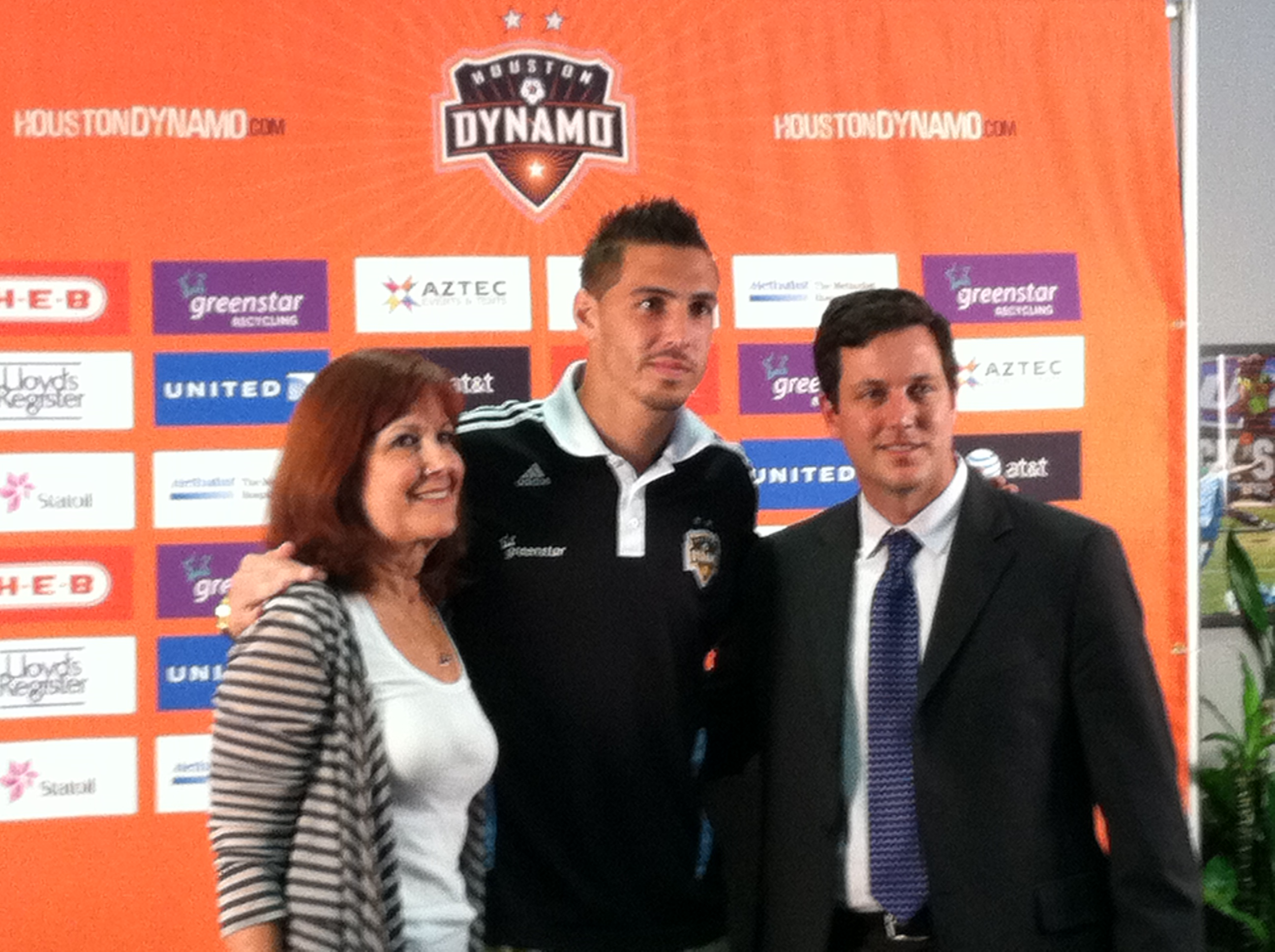
Cameron (centro) durante el anuncio de la campaña 20 for 20 en 2011.

Cameron fue seleccionado en la tercera ronda (42vo en la general) del MLS SuperDraft de 2008 por el Houston Dynamo. Debutó en la MLS el 29 de marzo de 2008, entrando como sustituto en la derrota 3-0 contra el New England Revolution. En el empate 3-3 con el FC Dallas el 6 de abril de 2008 Cameron anotó su primer gol con el equipo en el último minuto e igualando así el encuentro. El 31 de octubre de 2008 se anunció que Cameron era uno de los finalistas para recibir el premio de Novato del Año de la MLS, junto con Sean Franklin y Kheli Dube.
Para la temporada 2009 Cameron se cementó como titular y fue seleccionado al Juego de las Estrellas de la MLS en Sandy, Utah, jugando los 90 minutos del partido que terminaría empatado 1-1 contra el Everton F.C. de la Premier League de Inglaterra. Cameron también fue seleccionado al Equipo Estelar de la MLS en esa temporada. En 2010, Cameron estuvo fuera de acción durante la mitad de la temporada debido a una lesión de rodilla. En su regreso, anotó un gol de cabeza en la victoria 3-1 sobre el D.C. United en Washington el 25 de septiembre.
En 2011 tuvo nuevamente una excelente temporada que le valió ser convocado a la selección nacional, además de ser escogido para participar del Juego de las Estrellas de la MLS.
En julio de 2012 se anunció que el Stoke City y el Houston Dynamo había llegado a un acuerdo para el traspaso del jugador a la Premier League de Inglaterra, pendiente de la confirmación final de la Major League Soccer.

### Stoke City
Luego de varias semanas de negociacion
, Geoff Cameron se unió al Stoke City Football Club de la Premier League de Inglaterra el 8 de agosto de 2012, luego de se confirmase que su permiso de trabajo para el Reino Unido se había aprobado, y días después de que todas las partes habían llegado a un acuerdo por su trasapso.
Hizo su debut en la Premier League el 26 de agosto de 2012 en el empate 0-0 ante el Arsenal FC, jugando los noventa minutos como mediocampista defensivo. Anotó su primer gol en la temporada siguiente, el 22 de septiembre de 2013 en la derrota 1-3 ante el Arsenal. Cameron volvió a anotar el 23 de marzo de 2014 en la goleada 4-1 sobre el Aston Villa.
Cameron se perdió el inicio de la temporada 2014-15 debido a una lesión de hernia que arrastraba desde la temporada anterior. Regresó a las canchas el 20 de octubre de 2014, ingresando en los últimos 30 minutos de juego en la victoria del Stoke City 2-1 sobre el Swansea City.

## Con la selección de Estados Unidos
Cameron recibió su primer llamado a la selección mayor de los Estados Unidos en enero de 2009 para un amistoso contra Suecia pero no pudo asistir debido a una lesión de rodilla. Luego de ser llamado una vez más en enero de 2010 para un amistoso contra Honduras pero no jugar, Cameron finalmente hizo su debut con la selección el 25 de febrero de 2010, entrando por Robbie Rogers en un partido amistoso frente a El Salvador.
El 12 de junio de 2012 jugó su primer partido en competiciones oficiales, entrando en el segundo tiempo del partido de Clasificación a la Copa Mundial de Fútbol de 2014 en la Ciudad de Guatemala frente a Guatemala. Cameron ingresó como titular en la siguiente fecha de la clasificación, jugando los 90 minutos en la derrota 1-2 de los Estados Unidos ante Jamaica en Kingston.
Cameron anotó su primer gol con la selección nacional en la derrota 4-2 en un partido amistoso frente a Bélgica el 29 de mayo de 2013.
Luego de tener una sólida campaña clasificatoria, Cameron fue incluido el 12 de mayo de 2014 en la lista provisional de 30 jugadores con miras a la Copa Mundial de Fútbol de 2014. Finalmente, Cameron fue seleccionado a la lista definitiva de 23 jugadores el 22 de mayo. En el torneo, Cameron jugó en tres de los cuatro partidos de Estados Unidos, tanto de defensor central como mediocampista defensivo.

### Participaciones en Copas del Mundo
| Mundial                        | Sede   | Resultado        |
| ------------------------------ | ------ | ---------------- |
| Copa Mundial de Fútbol de 2014 | Brasil | Octavos de final |

### Participaciones en la Copa América
| Copa                    | Sede           | Resultado    |
| ----------------------- | -------------- | ------------ |
| Copa América Centenario | Estados Unidos | Cuarto lugar |

### Participaciones en Copas de Oro
| Torneo                          | Sede                   | Resultado    |
| ------------------------------- | ---------------------- | ------------ |
| Copa de Oro de la Concacaf 2015 | Estados Unidos/ Canadá | Cuarto lugar |

### Goles con la selección nacional
| #  | Fecha                   | Lugar                                         | Oponente                     | Gol   | Resultado | Competición                |
| -- | ----------------------- | --------------------------------------------- | ---------------------------- | ----- | --------- | -------------------------- |
| 1. | 29 de mayo de 2013      | FirstEnergy Stadium, Cleveland, Ohio, EE. UU. | Bélgica                      | 1 – 1 | 2 – 4     | Amistoso                   |
| 2. | 10 de octubre de 2015   | Rose Bowl, Pasadena, California, EE. UU.      | México                       | 1 – 1 | 2 – 3     | Copa Concacaf 2015         |
| 3. | 13 de noviembre de 2015 | Busch Stadium, St. Louis, EE. UU.             | San Vicente y las Granadinas | 4 – 1 | 6 – 1     | Eliminatorias Mundial 2018 |
| 4  | 29 de marzo de 2016     | Columbus, EE. UU.                             | Guatemala                    | 2–0   | 4–0       | Eliminatorias Mundial 2018 |

## Estadísticas
Actualizado a fin de carrera deportiva.
| Houston Dynamo Estados Unidos        | 1.ª           | 2008          | 24  | 1  | 1  | 0 | 7  | 0 | 32  | 1  |
| Houston Dynamo Estados Unidos        | 1.ª           | 2009          | 32  | 2  | 0  | 0 | 3  | 0 | 35  | 2  |
| Houston Dynamo Estados Unidos        | 1.ª           | 2010          | 16  | 3  | 0  | 0 | 1  | 0 | 17  | 1  |
| Houston Dynamo Estados Unidos        | 1.ª           | 2011          | 37  | 5  | 0  | 0 | ―  | ― | 37  | 5  |
| Houston Dynamo Estados Unidos        | 1.ª           | 2012          | 15  | 0  | 0  | 0 | 0  | 0 | 15  | 0  |
| Houston Dynamo Estados Unidos        | Total club    | Total club    | 124 | 11 | 1  | 0 | 11 | 0 | 136 | 11 |
| Stoke City F. C. Inglaterra          | 1.ª           | 2012-13       | 35  | 0  | 3  | 0 | ―  | ― | 38  | 0  |
| Stoke City F. C. Inglaterra          | 1.ª           | 2013-14       | 37  | 2  | 4  | 0 | ―  | ― | 41  | 2  |
| Stoke City F. C. Inglaterra          | 1.ª           | 2014-15       | 27  | 0  | 4  | 0 | ―  | ― | 31  | 0  |
| Stoke City F. C. Inglaterra          | 1.ª           | 2015-16       | 30  | 0  | 4  | 0 | ―  | ― | 34  | 0  |
| Stoke City F. C. Inglaterra          | 1.ª           | 2016-17       | 19  | 0  | 2  | 0 | ―  | ― | 21  | 0  |
| Stoke City F. C. Inglaterra          | 1.ª           | 2017-18       | 20  | 0  | 1  | 0 | ―  | ― | 21  | 0  |
| Stoke City F. C. Inglaterra          | Total club    | Total club    | 168 | 2  | 18 | 0 | ―  | ― | 186 | 2  |
| Queens Park Rangers F. C. Inglaterra | 2.ª           | 2018-19       | 19  | 1  | 0  | 0 | ―  | ― | 19  | 1  |
| Queens Park Rangers F. C. Inglaterra | 2.ª           | 2019-20       | 36  | 1  | 1  | 0 | ―  | ― | 37  | 1  |
| Queens Park Rangers F. C. Inglaterra | 2.ª           | 2020-21       | 34  | 0  | 1  | 0 | ―  | ― | 35  | 0  |
| Queens Park Rangers F. C. Inglaterra | Total club    | Total club    | 89  | 2  | 2  | 0 | ―  | ― | 91  | 2  |
| FC Cincinnati Estados Unidos         | 1.ª           | 2021          | 28  | 0  | ―  | ― | ―  | ― | 28  | 0  |
| FC Cincinnati Estados Unidos         | 1.ª           | 2022          | 27  | 0  | 1  | 0 | ―  | ― | 28  | 0  |
| FC Cincinnati Estados Unidos         | Total club    | Total club    | 55  | 0  | 1  | 0 | ―  | ― | 56  | 0  |
| Total carrera                        | Total carrera | Total carrera | 436 | 15 | 22 | 0 | 11 | 0 | 469 | 15 |
| 1. 2. 3.                             |               |               |     |    |    |   |    |   |     |    |

## Palmarés

### Distinciones individuales
| Distinción                                       | Año  |
| ------------------------------------------------ | ---- |
| MLS Best XI                                      | 2009 |
| Juego de las Estrellas de la Major League Soccer | 2011 |